# Брејди (Небраска)
Брејди (енгл. Brady) град је у америчкој савезној држави Небраска.

## Демографија
По попису из 2010. године број становника је 428, што је 62 (16,9%) становника више него 2000. године.
| Група             | 2000.       | 2010.       |
| Белци             | 361 (98,6%) | 416 (97,2%) |
| Афроамериканци    | 0 (0,0%)    | 1 (0,2%)    |
| Азијати           | 1 (0,3%)    | 0 (0,0%)    |
| Хиспаноамериканци | 1 (0,3%)    | 8 (1,9%)    |
| Укупно            | 366         | 428         |